# Ictidosuchoides
Ictidosuchoides is een geslacht van uitgestorven therapsiden, behorend tot de Therocephalia. Het leefde tussen het Laat-Perm en het Vroeg-Trias (ongeveer 258 - 250 miljoen jaar geleden) en zijn fossiele overblijfselen zijn gevonden in Zuid-Afrika.

## Naamgeving
In 1931 hernoemde Robert Broom Ictidosuchus longiceps Broom, 1920, tot een eigen geslacht Ictidosuchoides. De typesoort is daarmee de oorspronkelijke Ictidosuchus longiceps, de combinatio nova is Ictidosuchoides longiceps. De nieuwe geslachtsnaam betekent 'gelijkend op Ictidosuchus'. De oude soortaanduiding betekent 'de langkop'. Het holotype is BMNH R5744, een schedel gevonden in Zuid-Afrika in de Karoosupergroep.
Een Ictidosuchoides intermedius is in 1938 door Broom benoemd. Een tweede soort Ictidosuchoides rubidgei, benoemd in 1937, werd in 1938 het aparte geslacht Ictidosuchops. Tegelijkertijd hernoemde hij de derde soort Ictidosuchoides intermedius tot een Ictidosuchops intermedius.

## Beschrijving
Dit dier was klein tot middelgroot: de schedel was ongeveer tien centimeter lang en het hele dier zou iets meer dan een halve meter lang zijn. De schedel was laag en lang; in het bijzonder was de snuit lang en vrij dun. De wandbeenderen waren smal, maar er was een verhoogde middenkam aanwezig. Er was ook een groot foramen pineale. De postorbitale balk was doorlopend of bijna doorlopend, afhankelijk van de soort. Ictidosuchoides is een van de weinige therapsiden waarvan de scleraalring van het oog bekend is.
Er waren zes bovenste en vijf onderste snijtanden, een of twee bovenste en een onderste hoektanden en acht kleine bovenste postcaninen (zes in de onderkaak). Er was geen verbeend secundair verhemelte.
In het postcraniale skelet miste de calcaneus een gedifferentieerde hiel; de middenvoetsbeentjes waren lang, vooral de eerste.

## Fylogenie
Ictidosuchoides is een vertegenwoordiger van Therocephalia, een groep therapsiden die typisch was voor het Perm en het Trias. Ictidosuchoides is een afgeleide vertegenwoordiger, behorend tot de superfamilie Baurioidea, die de meer gespecialiseerde Therocephalia omvat. Ictidosuchoides is een van de weinige Therocephalia die de Perm-Trias-extinctie heeft overleefd (Smith en Botha, 2005; Ward et al., 2005).